# Čaška (kommun)
Čaška (makedonska: Чашка) är en kommun i Nordmakedonien. Den ligger i den centrala delen av landet, 50 km söder om huvudstaden Skopje. Antalet invånare är 7 673. Arean är 819 kvadratkilometer.
Följande samhällen finns i kommunen Čaška:
- Čaška
- Melnica
- Oreše
- Lisiče
- Banjica
- Gorno Vranovci
- Elovec
- Golozinci
- Drenovo